# Gare de New Barnet
La gare de New Barnet (en anglais : New Barnet Broadway railway station), est une gare ferroviaire de l'East Coast Main Line, en zone 5 Travelcard. Elle  est située sur la Station Approach à New Barnet (en), dans le borough londonien de Barnet, sur le territoire du Grand Londres.
C'est une gare Network Rail desservie par des trains Great Northern.

## Situation ferroviaire
Établie à 70 mètres d'altitude, La gare de New Barnet est située sur l'East Coast Main Line, entre les gares d'Hadley Wood, en direction de la gare d'Édimbourg-Waverley, et d'Oakleigh Park, en direction de la gare de King's Cross. Elle dispose de quatre voies encadrant deux quais centraux, et on y trouve également plusieurs voies de garage.

Plans : de la ligne et du réseau des transports à Londres
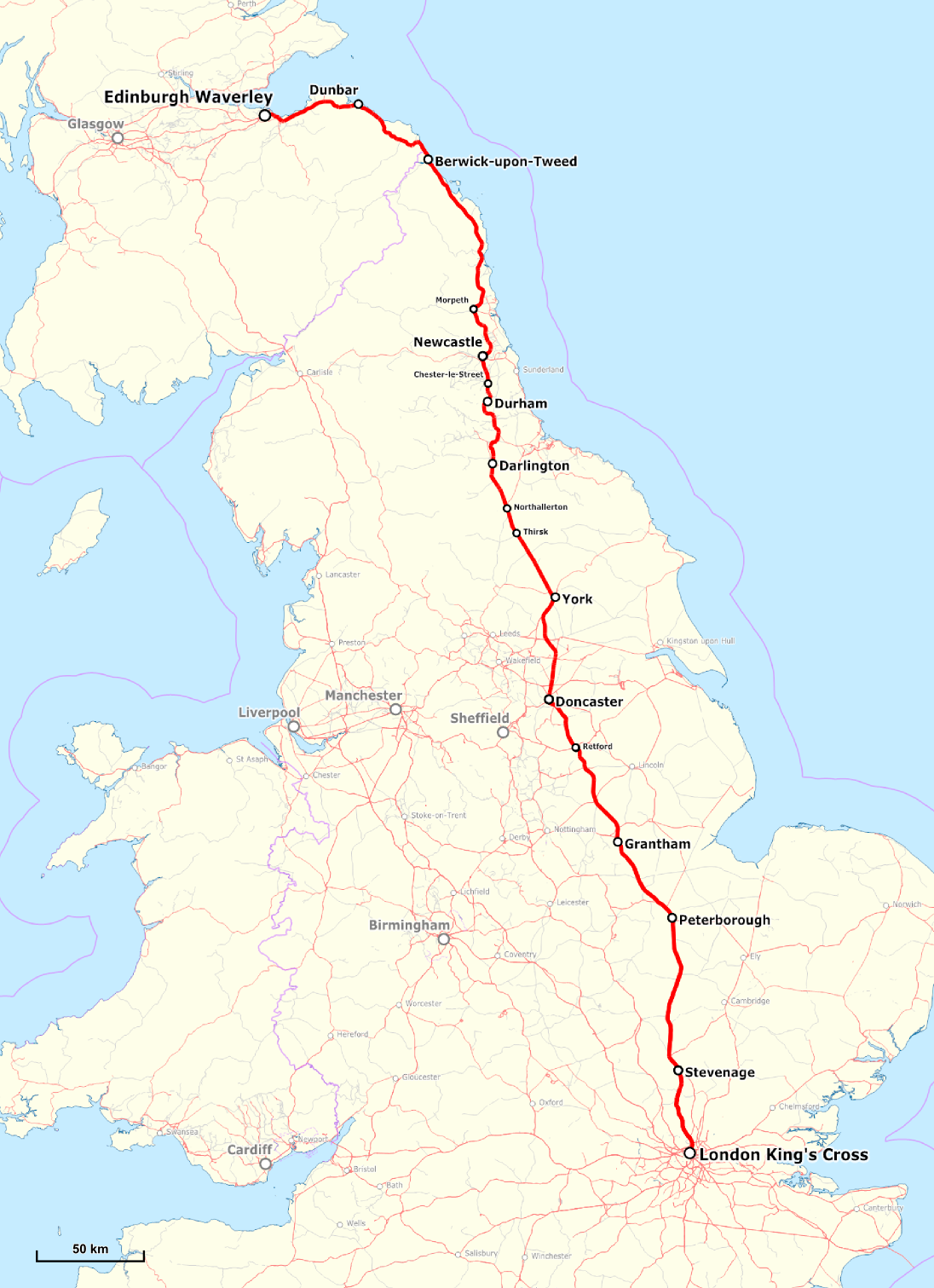
East Coast Main Line.
Réseaux de Londres.

## Histoire
La gare, alors dénommée Barnet, est mise en service le 7 août 1850 par la Great Northern Railway (GNR), lors de l'ouverture à l'exploitation de sa ligne principale. Elle est renommée New Barnet le 1er mai 1884.

## Service des voyageurs

### Accueil
La gare dispose d'une entrée principale sur la Station Approach à New Barnet (en).

### Desserte
La gare de New Barnet est desservie par : des trains Great Northern sur la relation gare de de Welwyn Garden City (en) - gare de Moorgate.

Installations et dessertes
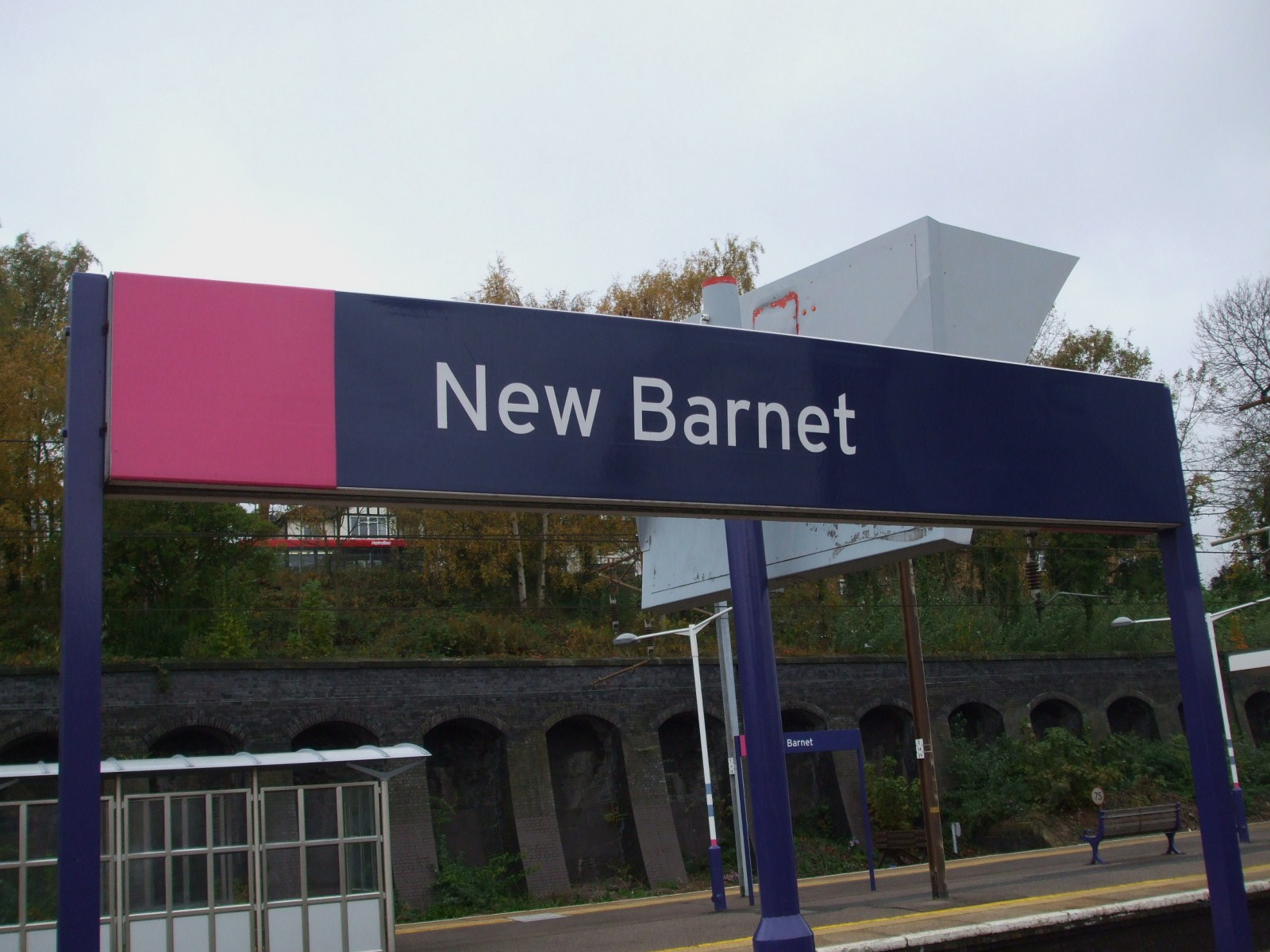
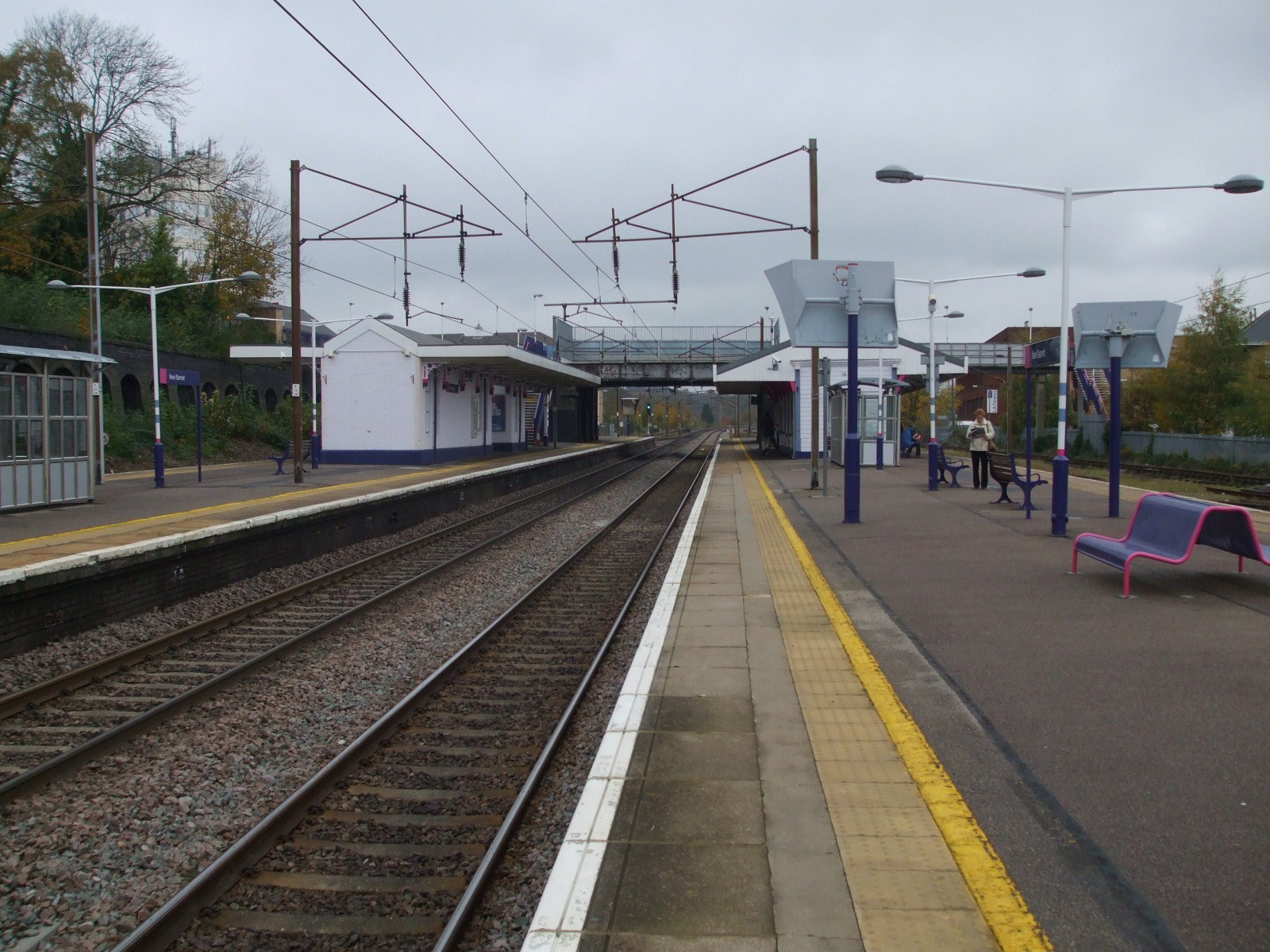
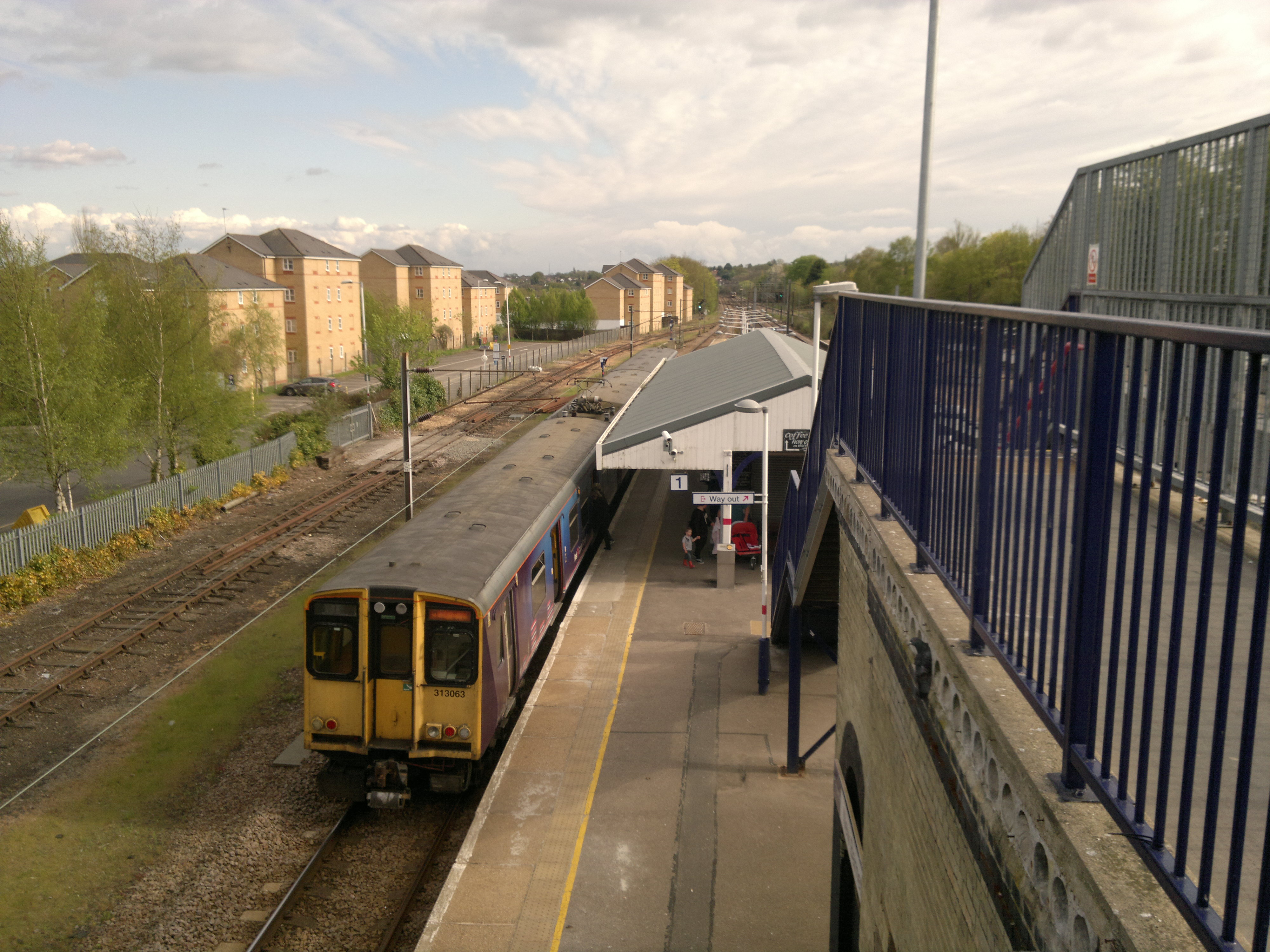

### Intermodalité
Elle est desservie par des autobus de Londres des lignes 107 et 383.